# Salicylsyra

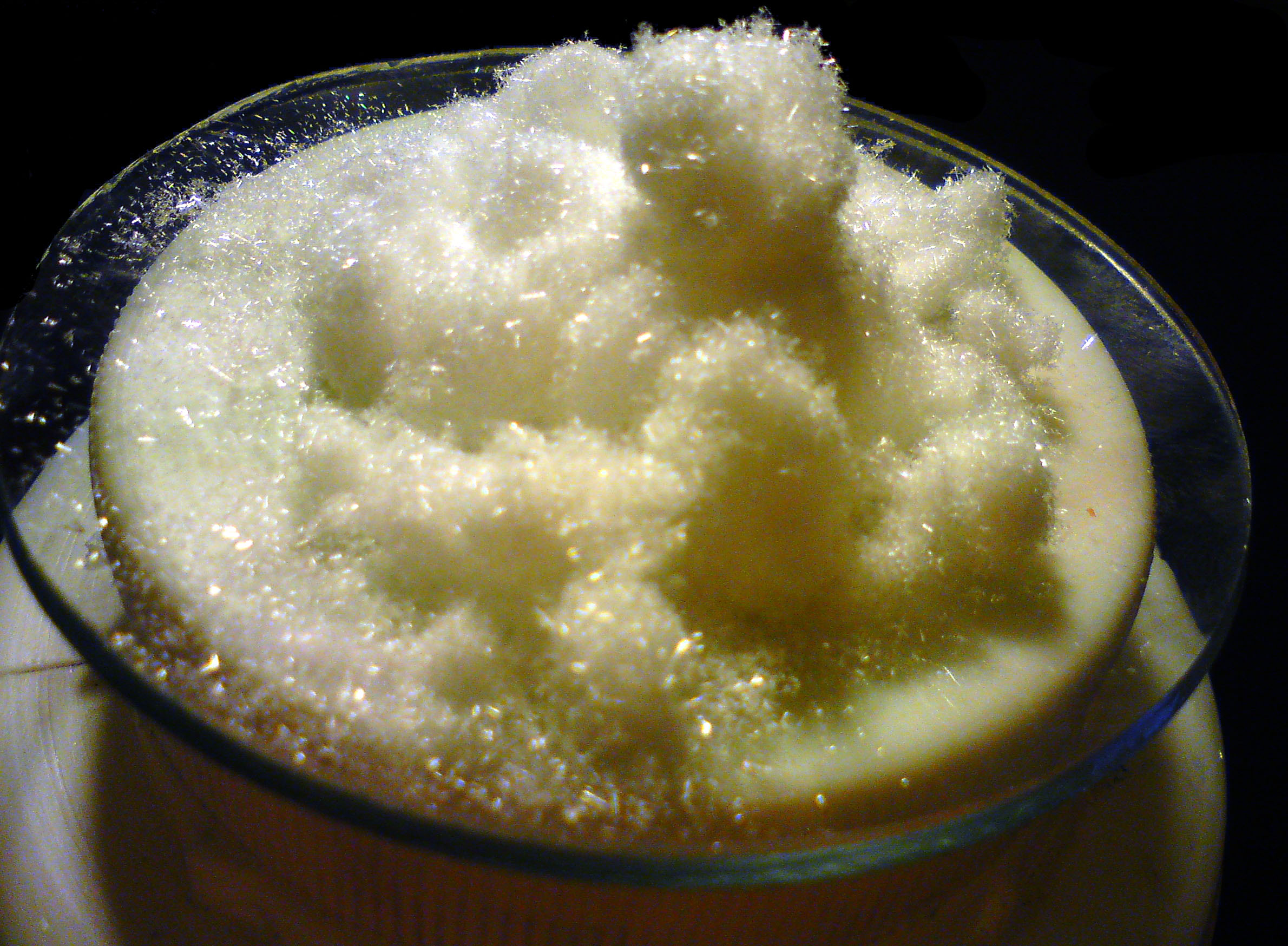

Salicylsyra (2-hydroxibensoesyra, C6H4(OH)COOH) är en aromatisk karboxylsyra som är besläktad med acetylsalicylsyra. Dess salter och estrar kallas salicylater.

## Förekomst
Salicylsyra finns i små mängder i många växter där den fungerar som ett hormon (fytohormoner). Namnen salicylsyra och spirsyra kommer från släktena Salix (videsläktet) och Spiræa (spireasläktet) från vilka salicylsyra kan utvinnas. Dessa växter har använts som läkeväxter mot smärta och feber.

## Egenskaper
Det finns indikationer på att salicylsyra är en antioxidant, och det har till och med föreslagits att den ska ges namnet vitamin S.

## Framställning
Framställning sker genom Kolbe–Schmitt reaktionen; Fenol, natriumhydroxid och koldioxid värms upp under tryck (100 atm, 125 °C) och bildar natriumfenolat som sedan behandlas med svavelsyra.
1.  {\displaystyle {\rm {C_{6}H_{5}OH+2\ NaOH+CO_{2}\rightarrow Na_{2}(C_{7}H_{4}O_{3})+2\ H_{2}O}}}
2.  {\displaystyle {\rm {Na_{2}(C_{7}H_{4}O_{3})+H_{2}SO_{4}\rightarrow C_{7}H_{6}O_{3}+Na_{2}SO_{4}}}}

## Användning
Salicylsyra har liknande egenskaper som acetylsalicylsyra, men den är mer aggressiv mot kroppen[källa behövs] och används numera sällan i invärtes medicin.
Salicylsyra används bland annat i medel för att bekämpa vårtor på huden.
Acetylsalicylsyra kan tillverkas genom att blanda salicylsyra med ättiksyraanhydrid och tillföra extra protoner i form av en syra, exempelvis fosforsyra.
{\displaystyle {\rm {C_{6}H_{4}(OH)COOH+(CH_{3}CO)_{2}O\rightarrow C_{6}H_{4}(C_{2}O_{2}H_{3})COOH+CH_{3}COOH}}}
Varunamnet Aspirin är en förkortning av acetyl (ättiksyrans acylgrupp) och spirsyra.